# Автошлях E402
Автошлях E402 — європейський автомобільний маршрут категорії Б, що проходить по території Франції та з'єднує міста Кале та Ле-Ман.

## Маршрут
Весь шлях проходить через такі міста:
- - E15, E40 Кале
  - E05, E46 Руан
  - E50, E501, E502 Ле-Ман